# Even Better Than the Real Thing
Even Better Than the Real Thing to piosenka rockowej grupy U2, pochodząca z jej wydanego w 1991 roku albumu, Achtung Baby. W 1992 roku utwór został wydany jako czwarty singel promujący tę płytę.
Nakręcony do tej piosenki teledysk w 1992 roku wygrał nagrodę MTV Video Music Awards w kategorii "Best Special Effects" (Najlepsze efekty specjalne.).

## Wykonania na żywo
Utwór pojawił się na większości koncertów Zoo TV Tour a także prawie wszystkich koncertach trasy PopMart Tour. Potem nastąpiła spora przerwa podczas której piosenka została wykonywana sporadycznie na zaledwie kilku koncertach by ostatecznie powrócić do setlisty ostatnich dwóch etapów trasy U2 360° Tour w 2011 roku. W zmienionej aranżacji opartej na nowym brzmieniu perkusji stała się ona kompozycją otwierającą każdy koncert aż do końca trasy.

## Lista utworów

### 7-cal.: Island / IS525 (Wielka Brytania)
1. "Even Better Than the Real Thing" (wersja singlowa) – 3:41
2. "Salomé" – 4:32

- Wydany także na kasetach: Island CIS515.

### CD: Island / CID525 (Wielka Brytania)
1. "Even Better Than the Real Thing" (wersja singlowa) – 3:41
2. "Salomé" – 4:32
3. "Where Did It All Go Wrong?" – 3:57
4. "Lady With the Spinning Head" (Extended Dance Remix) – 6:08

- Wydany także na 12": Island 12IS515.

### CD: Island / C REAL 2 (Wielka Brytania)
1. "Even Better Than the Real Thing" (The Perfecto Mix) – 6:37
2. "Even Better Than the Real Thing" (Sexy Dub Mix) – 7:14
3. "Even Better Than the Real Thing" (Apollo 440 Stealth Sonic Remix) – 6:41
4. "Even Better Than the Real Thing" (VHS Exit Wound Remix) – 3:19
5. "Even Better Than the Real Thing" (Apollo 440 vs U2 Instrumental) – 6:27

- W Stanach Zjednoczonych wydany także na kasetach: Island 422-862 281-4.
- Piosenki 1 i 2 zremiksowane przez Planet Perfecto.
- Piosenki 3-5 zremiksowane przez Apollo 440.

### 12-cal.: Island / REAL U2 (Wielka Brytania)
1. "Even Better Than the Real Thing" (The Perfecto Mix) – 6:37
2. "Even Better Than the Real Thing" (Trance Mix) – 6:47
3. "Even Better Than the Real Thing" (Sexy Dub Mix) – 7:14

- Zremiksowane przez Planet Perfecto.

## Pozycje na listach
| Rok  | Lista                                                  | Pozycja |
| ---- | ------------------------------------------------------ | ------- |
| 1992 | Stany Zjednoczone (Mainstream Rock Tracks)             | #1      |
| 1992 | Stany Zjednoczone (Modern Rock Tracks)                 | #5      |
| 1992 | Wielka Brytania (UK Singles Chart)                     | #8      |
| 1992 | Australia (ARIA Charts)                                | #11     |
| 1992 | Wielka Brytania (UK Singles Chart)                     | #12     |
| 1992 | Stany Zjednoczone (Hot Dance Music/Club Play)          | #27     |
| 1992 | Stany Zjednoczone (Billboard Hot 100)                  | #32     |
| 1992 | Stany Zjednoczone (Hot Dance Music/Maxi-Singles Sales) | #35     |

## Covery
- Utwór został wykonany przez orkiestrę Royal Philharmonic Orchestra i znalazł się na jej albumie "Pride: The Royal Philharmonic Orchestra Plays U2" z 1999 roku.
- Zespół Dead or Alive stworzył cover piosenki i umieścił na albumie "We Will Follow: Tribute to U2".